# Eburodacrys lancinata
Eburodacrys lancinata är en skalbaggsart som beskrevs av Dilma Solange Napp och Martins 1980. Eburodacrys lancinata ingår i släktet Eburodacrys och familjen långhorningar. Inga underarter finns listade i Catalogue of Life.